# Friedrichstadt-Palast

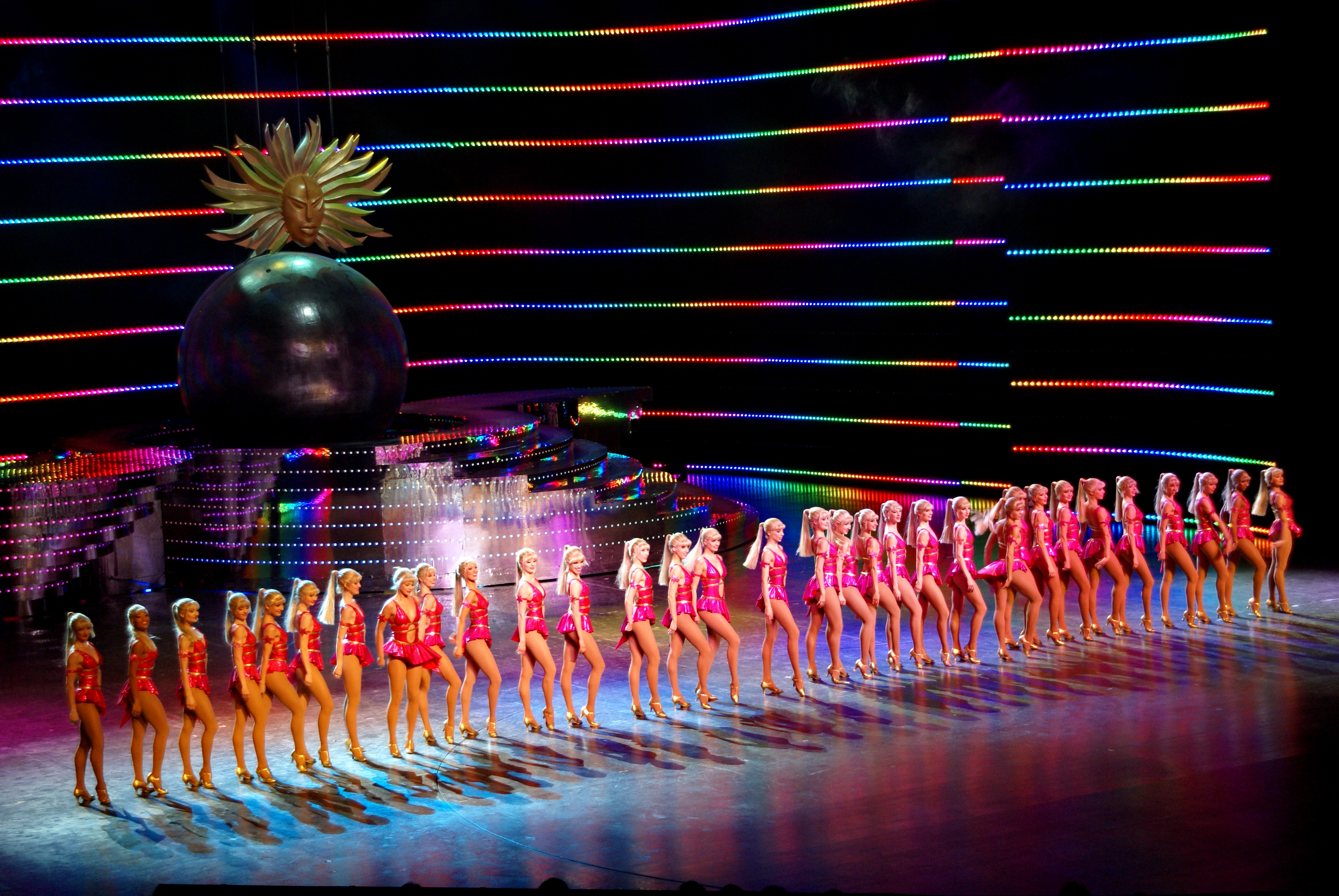
Escenario

Friedrichstadt-Palast es un teatro de Berlín, Alemania, uno de los símbolos de la vida nocturna de la capital alemana donde actuaron Marlene Dietrich, Louis Armstrong, Ella Fitzgerald, Joséphine Baker, Hildegard Knef, Charles Aznavour y otras estrellas.
Se origina en el teatro de 1873 Friedrichstadt-Palast am Zircus con capacidad para 3000 y que cerró definitivamente en 1980. Aquel recinto usado como musi-hall, varieté, circo fue convertido en emporio del espectáculo por el legendario Max Reinhardt.
Levantado en el número 107 de la Friedrichstrasse en el antiguo Berlín Oriental, es obra de Ehrhardt Gisske y Manfred Prasser, su arquitecto, en su intento por producir el "Broadway del Este" en la ex Alemania Oriental.
Reabrió sus puertas el 27 de abril de 1984 y es un gigantesco recinto para music-hall, patinaje sobre hielo y diversos tipos de espectáculos.
Con capacidad para 1895 espectadores posee el escenario más ancho del mundo con 24 metros

## Literatura
- Roland Welke (Hrsg.): Sternstunden. 25 Jahre Neuer Friedrichstadtpalast, Henschel Verlag, Leipzig 2009, ISBN 3-89487-635-2
- Wolfgang Schumann: Friedrichstadtpalast - Europas größtes Revuetheater Henschel Verlag, Berlín 1995
- Hans Ludwig: Altberliner Bilderbogen. Altberliner Verlag, Berlín 1965, 1967, 1990. ISBN 3-357-00077-6
- Wolfgang Carlé: Markt, Manege, Musentempel - aus der Geschichte des Friedrichstadtpalastes, Artikel in der "Wochenpost" Nr. 14/1984
- Wolfgang Carlé, Heinrich Martens: Kinder, wie die Zeit vergeht - Eine Historie des Friedrichstadt-Palastes Berlin Henschelverlag Kunst und Gesellschaft, Berlín 1987
- Die Bau- und Kunstdenkmale der DDR, Berlín, I; Hrsg. Institut für Denkmalpflege im Henschelverlag, Seiten 326; Berlín 1984
- Hans Prang, Günter Kleinschmidt: Mit Berlin auf du und du - Erlesenes und Erlauschtes aus 750 Jahren Berliner Leben, F.A. Brockhaus Verlag Leipzig, 1980; Seiten 170/171: Markthalle, Zirkus, Theater und Varieté
- Wolfgang Tilgner, Eva Senger: Das Haus an der Spree - Von der Markthalle zum Friedrichstadtpalast. Friedrichstadt-Palast, Berlín 1974